# The Burma Conspiracy - Largo Winch 2
The Burma Conspiracy - Largo Winch 2 (Largo Winch II)  è un film del 2011 diretto da Jérôme Salle, basato sull'omonimo fumetto belga.
È il sequel di Largo Winch.
Il film è andato in onda in prima visione free il 21 maggio 2012 su Rai 4.

## Trama
Dopo essere diventato erede di una multinazionale, Winch decide di vendere l'azienda e devolvere il ricavato ad associazioni umanitarie.
Si ritroverà però invischiato in una vecchia storia sporca dei tempi di suo padre, riguardante un eccidio di civili in Birmania; dovrà lottare per non finire incriminato dal procuratore Onu Diane Francken (Sharon Stone) ed evitare che la compagnia finisca nelle mani di un losco trafficante d'armi georgiano.